# Mohammad Shafiq Hamdam
Mohammad Shafiq Hamdam (Dari) es un escritor afgano, líder en tecnología de la información de IA/ML y ciberseguridad, seguridad nacional y analista político. Ha ocupado cargos como asesor principal adjunto del presidente de la República Islámica de Afganistán, asesor principal de la OTAN y presidente de la Red Afgana Anticorrupción (AACN).

## Primeros años y educación
Hamdam nació en 1981 en la aldea de Alishing, provincia de Laghman, Afganistán. Su trayectoria académica comenzó en 1986 al matricularse en la escuela primaria Lam-e-Shahid de Kabul, capital de Afganistán. Cursó la educación secundaria en Jalalabad, donde se graduó de la escuela secundaria Shahid Muhammad Arif en 1999. Ese mismo año, Hamdam se matriculó en la Facultad de Ciencias Políticas de la Universidad de Nangarhar . Sin embargo, sus estudios fueron interrumpidos abruptamente por el régimen talibán, lo que lo obligó a abandonar la universidad.
1. En 2002, obtuvo su licenciatura en Ciencias de la Salud en el Instituto de Ciencias de la Salud de Nangarhar.
2. En 2003, recibió un Diploma Avanzado en Administración y Economía del Erica Niggeler College of Economy and Administration.
3. En 2010, se graduó en el Centro de Estudios de Seguridad de Alemania, donde estudió Seguridad Avanzada y Relaciones Internacionales.
4. Posteriormente obtuvo una Maestría en Seguridad Nacional del Instituto de Política Mundial en Washington, DC.
5. Hamdam también tiene una Maestría en Ingeniería en Ciberseguridad de la Escuela de Ingeniería y Ciencias Aplicadas de la Universidad George Washington.

La formación académica de Hamdam es diversa e incluye ciencias, administración, economía, estudios de seguridad, relaciones internacionales y ciberseguridad. Además de su educación formal, Hamdam ha desarrollado habilidades lingüísticas. Domina varios idiomas, entre ellos:
- Dari (persa afgano)
- Pashto (uno de los idiomas oficiales de Afganistán)
- Urdu (ampliamente hablado en el vecino Pakistán)
- Inglés

Esta competencia lingüística, combinada con su variada formación académica, sugiere que Hamdam está bien preparado para participar en la diplomacia internacional y la comunicación intercultural, que son habilidades valiosas en los campos de la política y la seguridad.

## Historial profesional

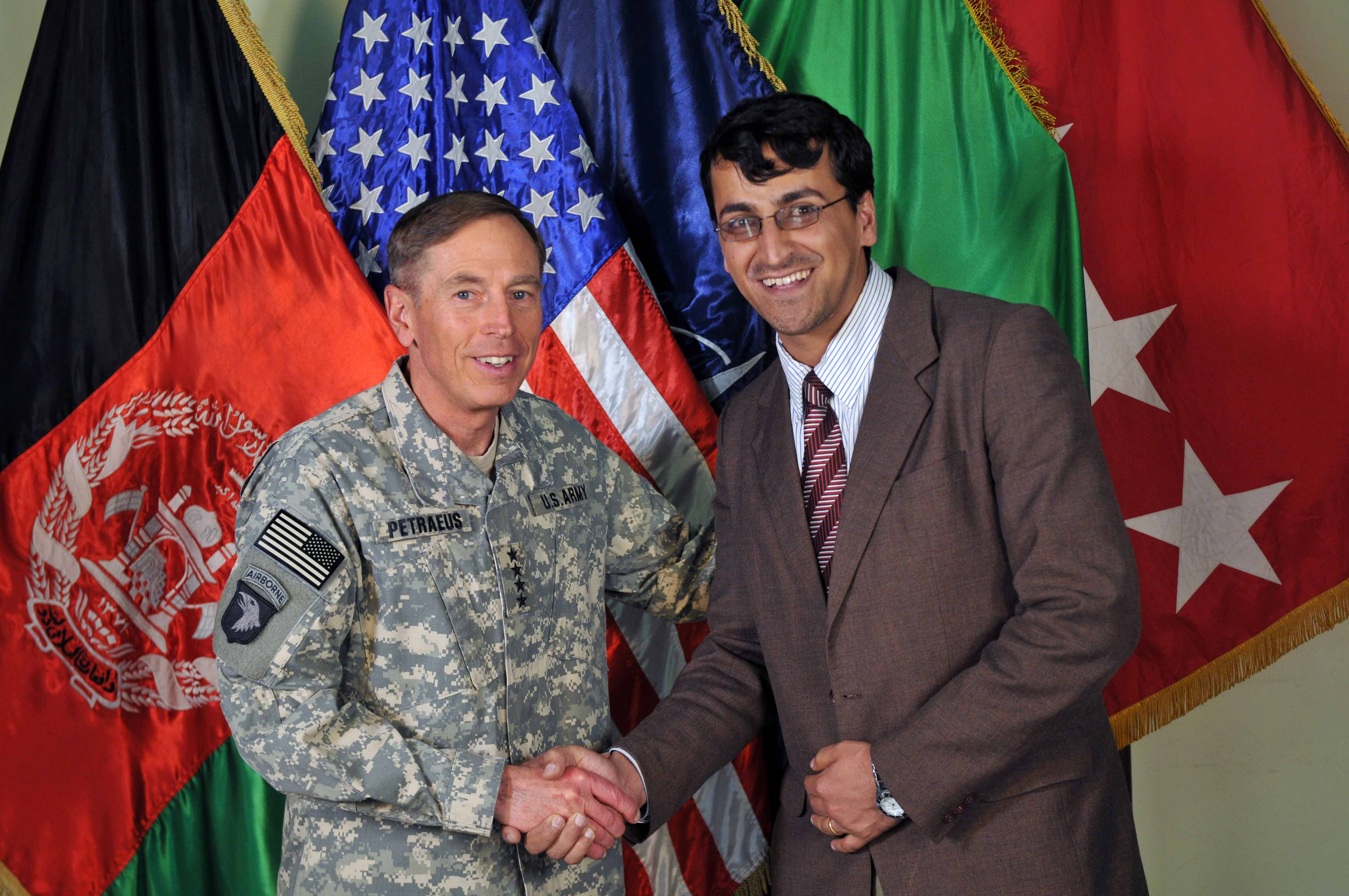
Hamdam y el general David Petraeus, ex director de la Agencia Central de Inteligencia de Estados Unidos y ex comandante de la ISAF, 2011.

Hamdam actualmente se desempeña como Gerente Sénior de Participación en AWS y, anteriormente, como Consultor Sénior en Deloitte, ofreciendo orientación y apoyo a varias empresas de la lista Fortune 100 en los ámbitos de la ciberseguridad y las tecnologías de la información. Antes de estos cargos, ocupó el cargo de Gerente Sénior de Programas en el Fondo Monetario Internacional en Washington, D. C. En Afganistán, Hamdam se desempeñó como Asesor Sénior Adjunto del Presidente de la República Islámica de Afganistán  en la Oficina de Asesoramiento Superior del Presidente para Asuntos de la ONU (SAOP Asuntos de la ONU).

El SAOP de Asuntos de las Naciones Unidas desempeñó un papel fundamental en la implementación de "Una ONU para Afganistán", un marco estratégico que sustituyó al Marco de Asistencia de las Naciones Unidas para el Desarrollo (MANUD) para Afganistán. Esto implicó la elaboración exitosa de un marco de rendición de cuentas mutua entre el Gobierno de Afganistán y las Naciones Unidas, creando un sistema, un presupuesto, un programa y una voz únicos. La implementación de "Una ONU" o "Unidos en la Acción" (DAO) presentó importantes desafíos tanto para la familia de las Naciones Unidas como para el gobierno afgano; sin embargo, el SAOP logró el éxito en esta iniciativa. Bajo el nuevo marco, la ONU tiene el mandato de alinear su presupuesto, prioridades, programas y proyectos con las estrategias y prioridades nacionales de Afganistán.

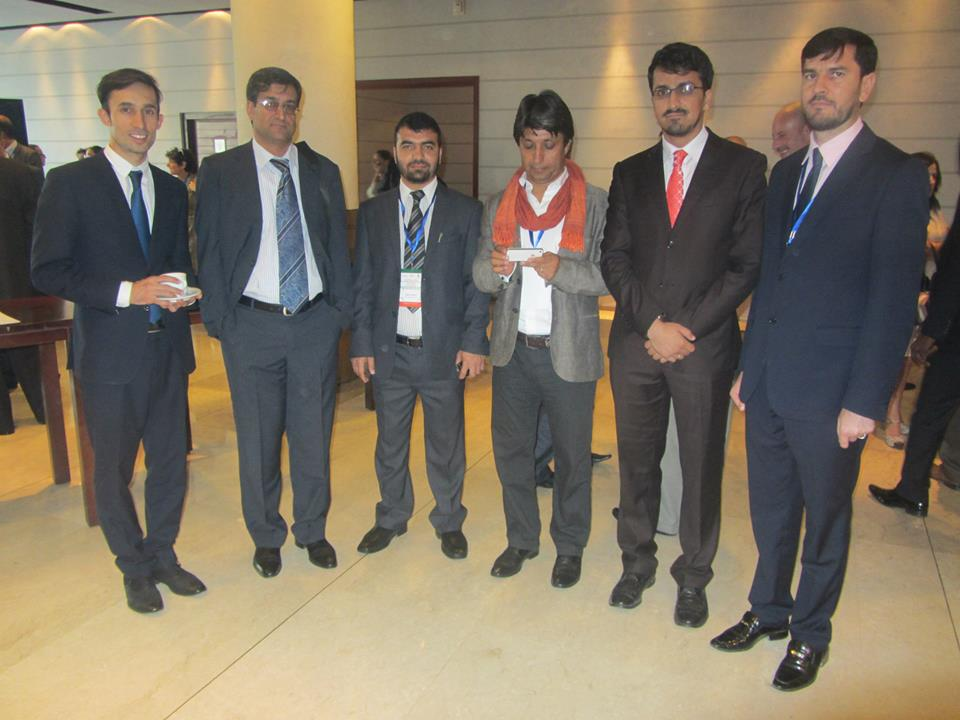
Hamdam con funcionarios gubernamentales y empresariales afganos en Marruecos para la Conferencia Internacional Anticorrupción

En su función de Asesor Principal de la OTAN, Hamdam desempeñó un papel crucial en la implementación del Proyecto de la Autopista Virtual de la Seda en Afganistán. Este proyecto, iniciado por la OTAN para proporcionar acceso a internet a investigadores y científicos de Asia Central y el Cáucaso Sur, recibe su nombre de la histórica Ruta de la Seda. Utiliza tecnología satelital para conectar estas regiones con la internet global, fomentando la colaboración y el intercambio de conocimientos. También asesoró a altos responsables políticos de la OTAN, Estados Unidos e internacionales sobre la dinámica política y de desarrollo de Afganistán, Asia Meridional y Asia Central. Además, preside la Red Afgana Anticorrupción (AACN), una destacada coalición de organizaciones de la sociedad civil dedicada a combatir la corrupción.
Hamdam ha compartido su experiencia como experto en la materia para la Universidad de Maryland y como investigador principal en Civil Vision International.
Además de sus funciones de asesoramiento y análisis, Hamdam colabora activamente con numerosas organizaciones. Forma parte de la Junta Directiva de la Organización Moderna para el Desarrollo de la Educación (MODE) y preside la junta ejecutiva de la Organización de Vigilancia Anticorrupción. También es el cerebro detrás de iniciativas como Jóvenes por la Paz, Jóvenes Afganos Contra la Corrupción, la Organización de Vigilancia Anticorrupción y el periódico digital Kabul Tribune. Además, Hamdam cofundó la Coalición de Mujeres Afganas Contra la Corrupción.
Entre sus afiliaciones se incluyen su pertenencia a la Fundación Friedrich-Ebert para Jóvenes Líderes Afganos (FES), su puesto como asociado de programa en el Centro de Constructores de Paz de Hiroshima y su participación en la Coalición de las Naciones Unidas contra la Corrupción (CNUCC). Hamdam también es miembro de Voz Contra la Corrupción y de la Sociedad Civil Afgana. 
Durante las elecciones presidenciales y provinciales de Afganistán de 2009, Hamdam contribuyó como presentador en mesas redondas políticas en Moby Media y Tolo TV. De 2001 a 2004, ocupó cargos como lingüista, asesor cultural, coordinador de medios y portavoz de la Operación Libertad Duradera - Afganistán y el Departamento de Defensa.

Su trayectoria en el servicio público comenzó en 2001 como intérprete independiente. De 1998 a 2001, trabajó como director de proyectos en la Organización Mundial de la Salud en la ciudad de Jalalabad, en el este de Afganistán. La Sociedad de Asia reconoció a Hamdam como uno de los 21 Jóvenes Líderes de Asia[3], en reconocimiento a sus importantes contribuciones al liderazgo en la región.

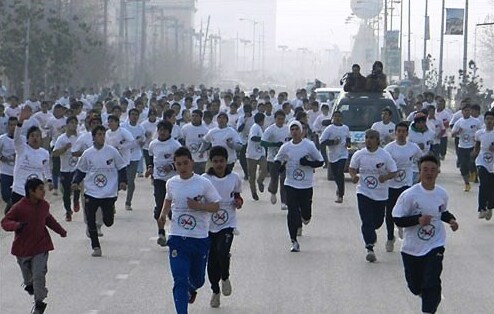
Carrera nacional contra la corrupción en Afganistán 2013, organizada por la Red Anticorrupción de Afganistán, en la que participaron miles de jóvenes afganos para presionar al gobierno a favor de reformas.

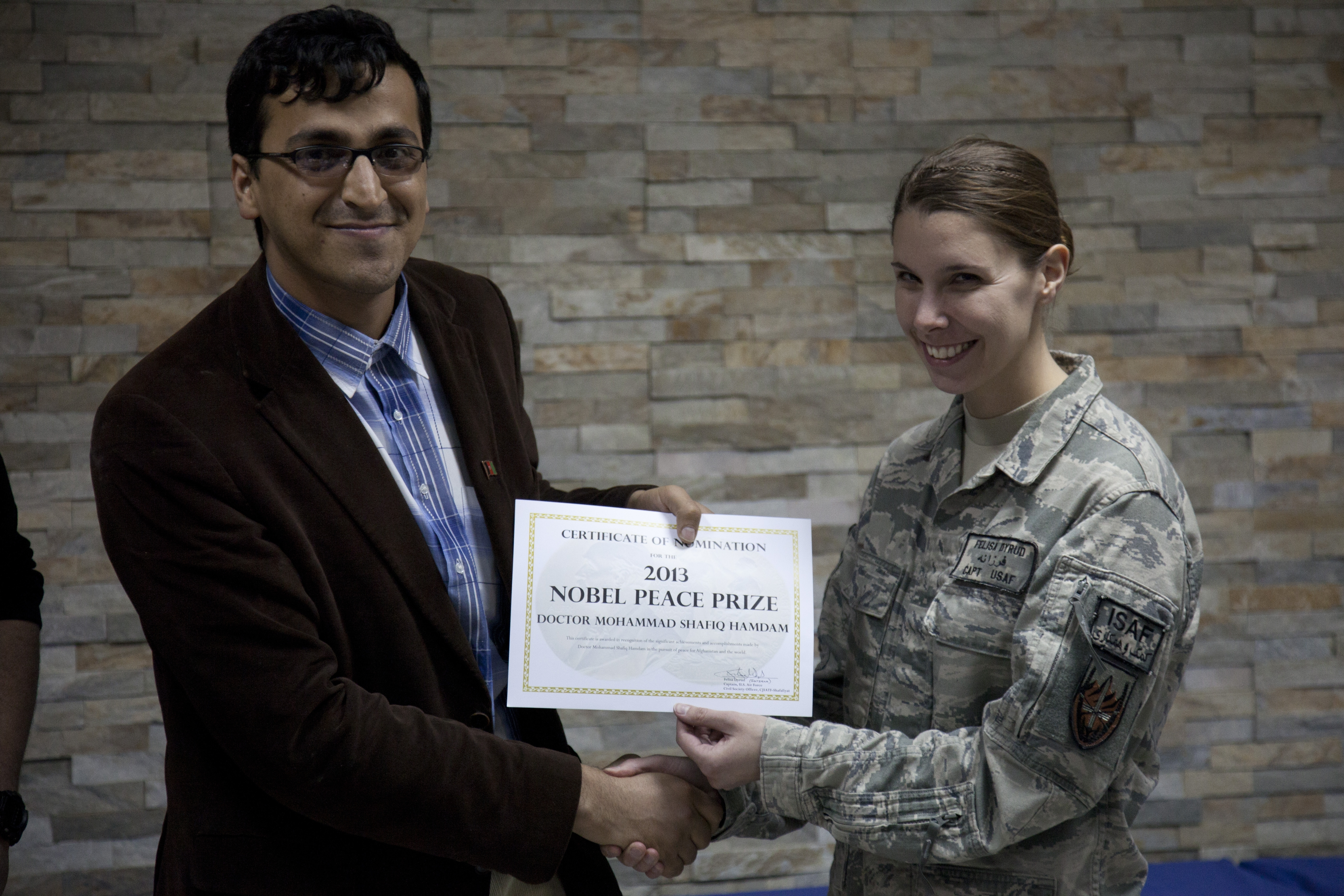
La capitana Farzana Marie, poeta y doctora, ex jefa del Equipo de Difusión de la Sociedad Civil, Grupo de Trabajo Conjunto Interinstitucional Combinado (CJIATF) Shafafiyat, otorga certificados de nominación al Premio Nobel de la Paz a Hamdam

Hamdam afirmó que la corrupción es el mayor problema, que alimenta la inseguridad en Afganistán, así como la insurgencia, el cultivo de amapola, el procesamiento y el narcotráfico. Formó el grupo más grande jamás creado de activistas sociales voluntarios de todo Afganistán para combatir la corrupción, el trabajo más peligroso y desafiante en uno de los países más corruptos e inestables del mundo. Mediante manifestaciones y protestas pacíficas como [5] En una carrera nacional de 5 kilómetros contra la corrupción, movilizó a miles de ciudadanos para presionar al gobierno a reformar, a través de 5 Carrera de kilómetros contra la corrupción. También ha movilizado a jóvenes, estudiantes y mujeres para que participen en la lucha contra la corrupción. Es un activista declarado que ha revelado casos de altos funcionarios corruptos. Ha abogado por el juicio y la persecución de miembros del gabinete y políticos de alto rango. Hamdam expuso la apropiación de tierras y la corrupción entre altos funcionarios del gobierno y miembros del gabinete. Ha abogado por la transparencia y la reforma electoral. También desempeñó un papel clave en la denuncia de la corrupción en el Banco de Kabul, donde se robaron cerca de mil millones de dólares, lo que provocó la quiebra del banco.

Hamdam criticó al gobierno de Karzai por no tomar medidas firmes para combatir la corrupción. En una entrevista con CBS TV, afirmó que la corrupción se origina en las calles y se extiende al palacio, y describió al gobierno de Karzai como el más corrupto de la historia. Ha instado y presionado repetidamente al gobierno afgano a combatir la corrupción, considerándola un problema grave para el país. Por su contribución a la transparencia, la justicia, la paz y la seguridad de Afganistán, fue nominado al Premio Nobel de la Paz 2013 por la Fuerza de Tarea Conjunta Interinstitucional Combinada-Shafafiyat (Fuerzas de Tarea para la Transparencia de la OTAN).

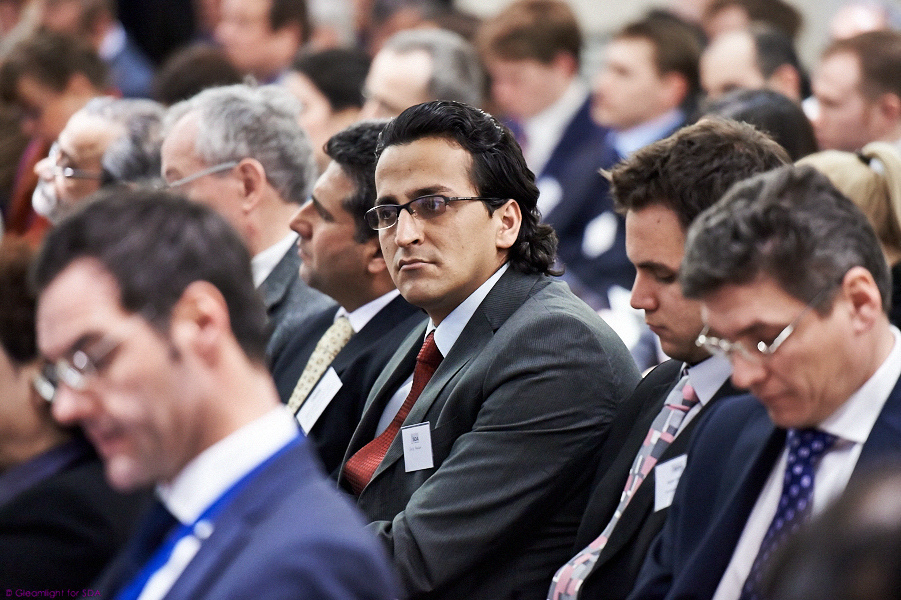
Hamdam en la Conferencia de la Agenda de Seguridad y Defensa en Bruselas 2013

Hamdam sigue de cerca los acontecimientos en Afganistán y los países de la región. Siguiendo la situación en Afganistán como observador, ha asistido a la Conferencia Internacional sobre Afganistán, La Haya 2009 (Países Bajos), la 60.ª Cumbre de la OTAN en Estrasburgo (Francia) y Kehl (Alemania) en 2009, la Conferencia Internacional de Kabul en 2010, la Cumbre de la OTAN en Lisboa, Portugal, en 2010, la Segunda Conferencia Internacional de Bonn sobre Afganistán, la Cumbre de la OTAN en Chicago en 2011  y decenas de otras conferencias nacionales e internacionales sobre Afganistán. Como observador, observó las elecciones presidenciales afganas en 2004 y 2009, las elecciones parlamentarias y provinciales afganas en 2005 y la Loya Jirga Tradicional sobre Afganistán y el Acuerdo de Asociación Estratégica con Estados Unidos.

Al abogar por una relación más estrecha con los aliados occidentales, Hamdam desempeñó un papel clave en la firma del Acuerdo Bilateral de Seguridad (BSA) entre Afganistán y Estados Unidos. Entre otros líderes y activistas afganos, también firmó la carta al presidente Obama en defensa del BSA, que decía: «Nos hacemos eco firmemente de la aprobación del Acuerdo Bilateral de Seguridad el mes pasado en la Loya Jirga y reiteramos que el acuerdo debe firmarse sin demora. Nuestra voz refleja el creciente apoyo de todos los segmentos de la sociedad afgana, incluidos los líderes religiosos y empresariales, que siguen preocupados por el futuro de nuestro país y desean la rápida finalización del BSA».

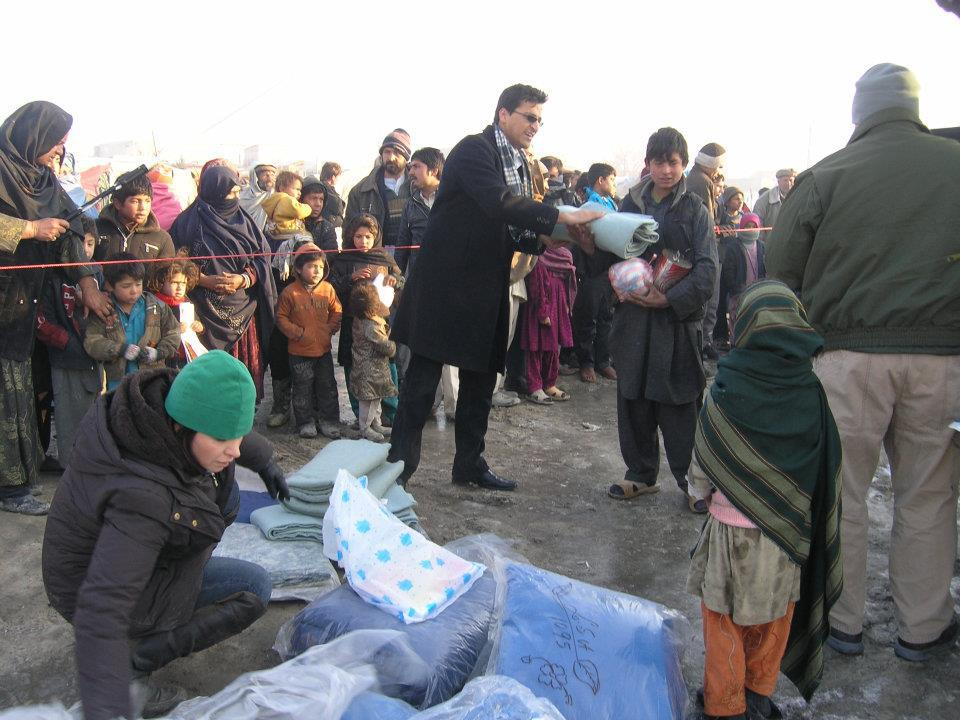
Hamdam durante la distribución de ayuda humanitaria a una familia necesitada de desplazados en Afganistán.

Representando a Afganistán en el Parlamento Europeo, aboga por la paz, la rendición de cuentas, la transparencia y la lucha contra la corrupción. Instó a los líderes de la Unión Europea, el Parlamento Europeo y la Comisión Europea a apoyar a los afganos en su lucha contra la corrupción. En uno de sus artículos dirigidos a los líderes de la UE, escribió: Afganistán por sí solo no puede alcanzar su objetivo de reducir la corrupción; requiere el apoyo de la comunidad internacional. Sin demora, deben tomarse medidas serias para eliminar el problema. Estas medidas deben incluir el empoderamiento de las organizaciones de la sociedad civil y los medios de comunicación para que desempeñen un papel más importante en la lucha contra la corrupción. Para que Afganistán pueda optar a la ayuda en los próximos años, serán necesarios un compromiso serio, una firme determinación y decisiones prácticas para implementar las leyes y estrategias necesarias para superar el problema de la corrupción en Afganistán.

Hamdam fue criticado frecuentemente por algunos políticos afganos y figuras antioccidentales debido a sus opiniones prooccidentales. Se le considera prooccidental. Como Asesor Principal de Diplomacia Pública de la OTAN, ha defendido con frecuencia las políticas de la organización, y para los extremistas, es visto como un activista respaldado por la OTAN. Hamdam ha defendido las posturas de la OTAN en numerosas ocasiones y ha abogado por la adhesión de Afganistán. Extremistas musulmanes y actores regionales lo criticaron ampliamente por su artículo, en el que afirmaba claramente que Afganistán debería ser miembro de la OTAN. Tras la finalización de la misión de la ISAF, en uno de sus artículos aconsejó que «el gobierno afgano y la OTAN deberían poder establecer una nueva relación integral, más estrecha, más sólida y mutua. Esta debería basarse en el compromiso mutuo y la cooperación a largo plazo, con pleno respeto a la soberanía de Afganistán. La relación que puede convertir a Afganistán en un país miembro de la OTAN en el futuro». Mientras que algunos analistas calificaron la misión de la ISAF de fracaso, Hamdam la calificó de éxito histórico y significativo.

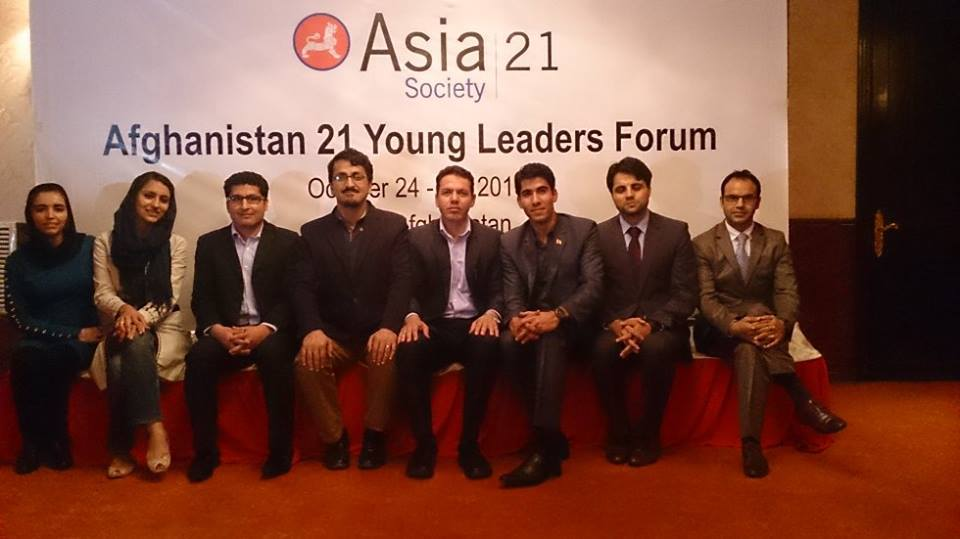
Hamdam entre los jóvenes líderes de Asia 21

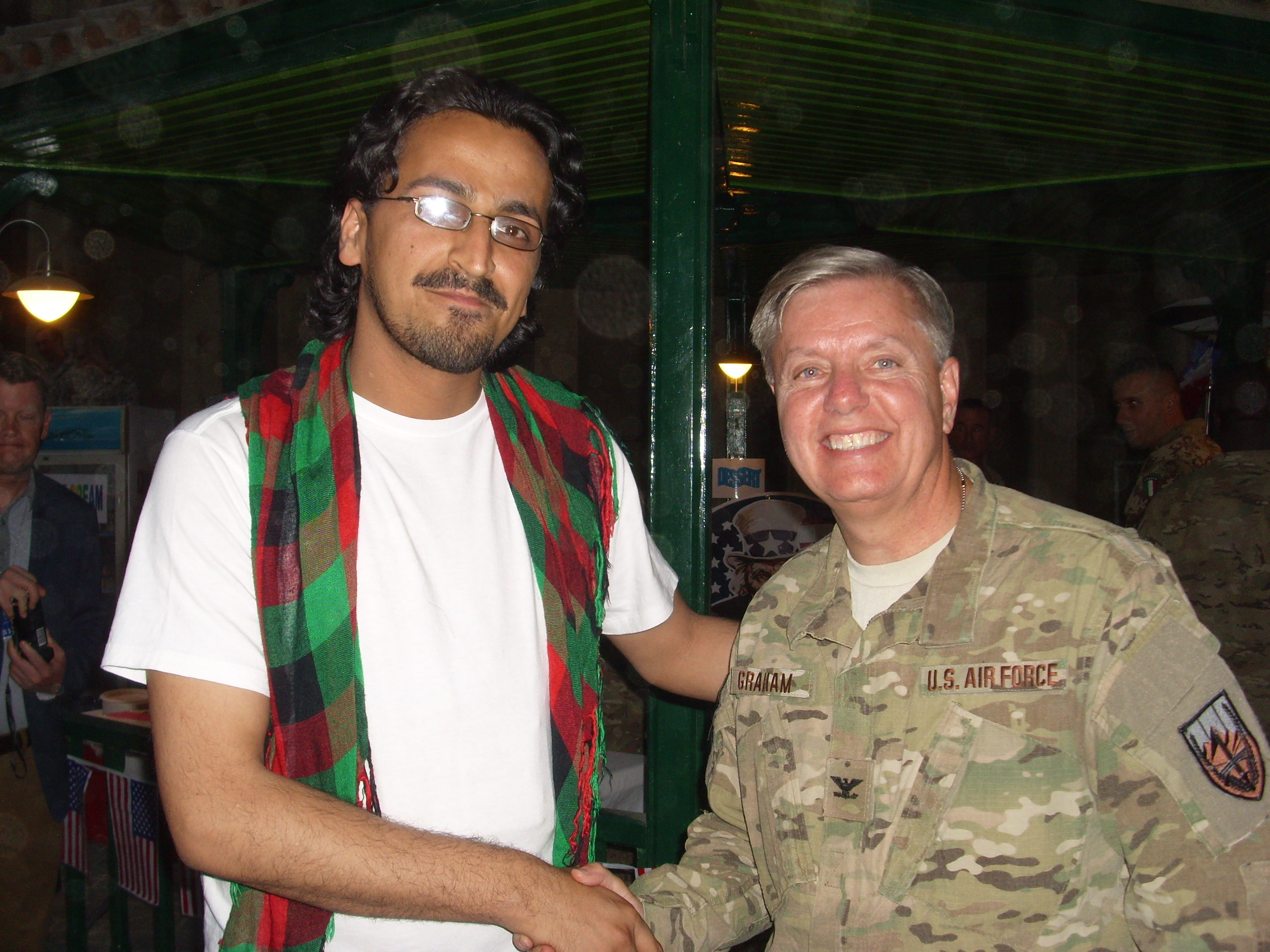
Hamdam con el senador estadounidense Lindsey Graham

Escribe para The Huffington Post y muchos periódicos y revistas afganos importantes sobre política, seguridad y asuntos exteriores. Hablando sobre temas relacionados con la corrupción y los asuntos de Afganistán, ha aparecido en numerosos medios de comunicación nacionales e internacionales, como Tolo News TV, Khaama Press News Agency, RFE/RL, BBC, CBS, AFP, ARD, VOA, TRT TV, Aljazeera TV, The Washington Post y otros medios de comunicación nacionales e internacionales clave.
Se muestra optimista respecto a Afganistán. Tras una década de misión de la ISAF en Afganistán, escribió en Khaama Press que el Afganistán de 2001 no es comparable con el de 2015. Con 352.000 efectivos de las Fuerzas Nacionales de Seguridad Afganas, respaldadas por Estados Unidos y la OTAN, una sociedad civil cada vez más dinámica y una numerosa población joven, los afganos esperan que su país nunca regrese a la era oscura. Para que esto siga siendo efectivo, Afganistán y sus socios deben seguir consolidando estos logros durante la próxima década, marcando el comienzo de una nueva era de transformación.
Hamdam considera la democracia como un fenómeno nuevo en Afganistán y hace hincapié en la reforma y la lucha contra la corrupción. Escribió en Unipath, una revista militar profesional publicada trimestralmente por el Comandante del Comando Central de los Estados Unidos como foro internacional para el personal militar de la región de Oriente Medio y Asia Central: «Los gobiernos y las instituciones funcionan de manera diferente en las sociedades democráticas». Afirma que no solo la lucha contra el terrorismo y el extremismo, sino también la buena gobernanza, es una prioridad clave para Afganistán. Considera que la debilidad del Estado de derecho y la existencia de «círculos de impunidad» y refugios para personas y funcionarios corruptos en Afganistán y en el extranjero son los principales factores que contribuyen a las violaciones de derechos humanos y la injusticia.
Él cree que los gobiernos afgano y estadounidense no fueron capaces de definir su relación durante más de una década. Hamdam escribió en su editorial de opinión, Una década de relaciones sin definición, que la relación afgano-estadounidense no debería basarse únicamente en morir y matar el uno por el otro, sino también en intereses sociales, económicos y políticos. Ya existen numerosas oportunidades para construir esa relación estable y a largo plazo. En este momento, algunos afganos ven la presencia de Estados Unidos en Afganistán como una fuerza policial mundial contra Al-Qaeda y los talibanes. Hamdam aboga por la paz en Afganistán, y cree que la guerra en Afganistán no puede terminar solo por medios militares. Sin embargo, los talibanes pidieron repetidamente la retirada total de las tropas estadounidenses, pero Hamdam quiere la presencia a largo plazo de Estados Unidos y la OTAN en Afganistán.